# Körnerstraße 12 (Offenbach am Main)

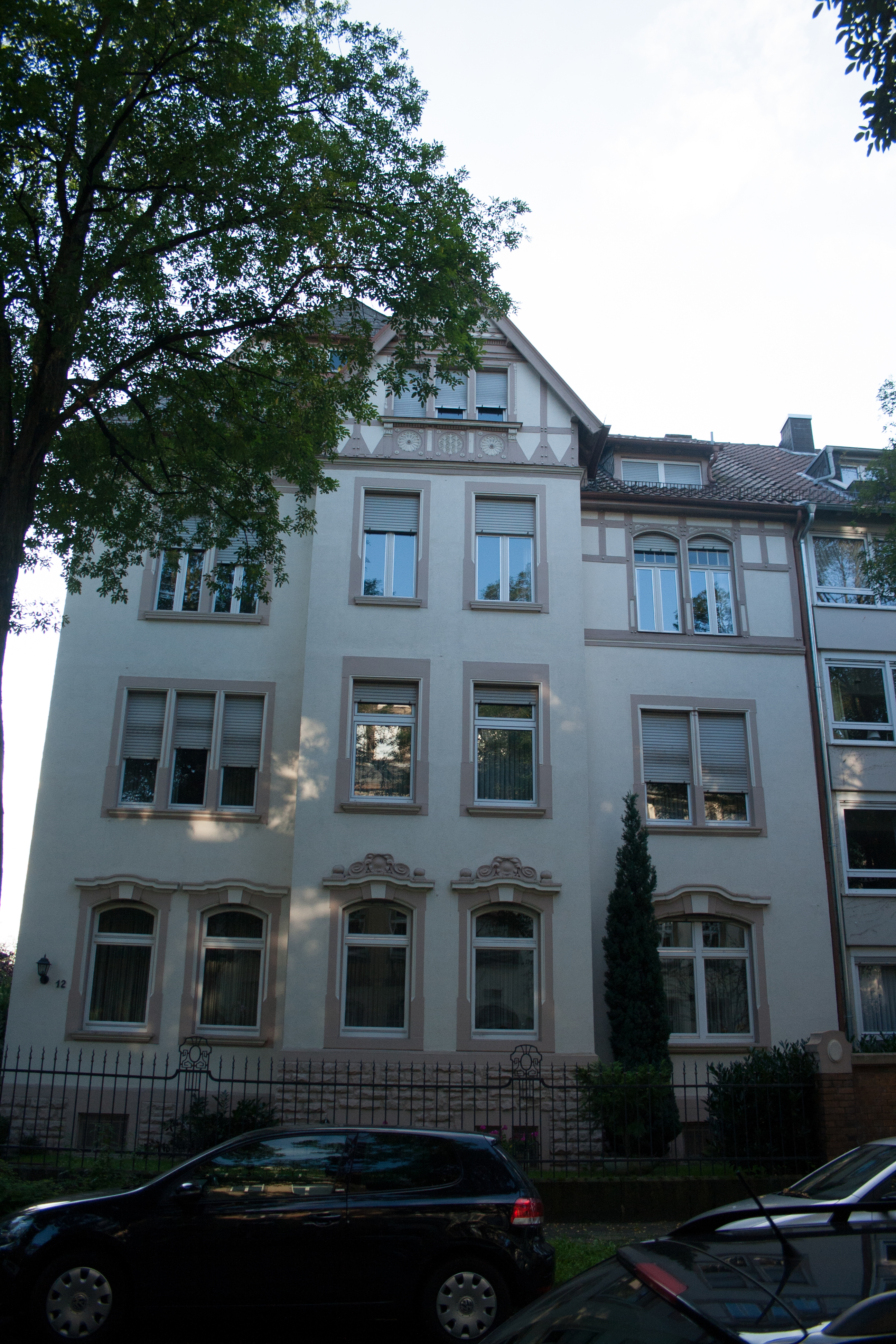
Körnerstraße 12

Das Wohnhaus Körnerstraße 12 in Offenbach am Main ist ein unter Denkmalschutz stehendes Gebäude.

## Bauausführung
Das stattliche Haus ist über drei Geschosse sowie in drei Achsen ausgeführt. Die Fassade wird durch einen Mittelrisalit gegliedert, darüber befindet sich ein Zwerchhaus mit Fachwerkgiebel. Das Dachgeschoss weist eine einseitige Erhöhung mit Fachwerkdrempel auf, das dritte Obergeschoss ist zum Teil ebenfalls in Fachwerk ausgeführt. Die Fenstergewände sind aus Sandstein und teilweise zu Zweier- und Dreiergruppen gekuppelt. In den Obergeschossen finden sich einfache Fensterformen mit Abfasung, im Erdgeschoss mit reicheren Verzierungen. Hier ist ebenfalls teilweise die ursprüngliche Einfriedung erhalten.
Das Gebäude ist 1905 gemeinsam mit der Liegenschaft Körnerstraße 14 als Doppelhaus entstanden, Nummer 14 ist heute jedoch ein Neubau. Architekt und Bauherr war Philipp Forster.
Bei dem Bauwerk handelt es sich um ein Kulturdenkmal aus geschichtlichen und künstlerischen  Gründen.

## Historisches
Im Haus befand sich lange Zeit die Privatwohnung von Max Dienemann. Dort nahm er am 26. Dezember 1935 Regina Jonas die letzte Prüfung für das Rabbineramt ab und ordinierte sie hier am folgenden Tag als erste Rabbinerin weltweit.